# Мртве душе
Мртве душе (рус. Мёртвые души) је недовршени роман Николаја Васиљевича Гогоља објављен 1842. године. Убраја се у једно од најпознатијих дела руске књижевности 19. века. 
Роман је писан у облику приповедачке прозе и убраја се у реалистичну књижевност због описа тадашњег модерног друштва где се приказује стање тадашње бирократске и феудалне Русије.
Роман описује путовања и авантуре некадашњег царинског службеника Павла Ивановича Чичикова (рус. Павел Иванович Чичиков) који је због сарадње са шверцерима морао да напусти посао, као и људи које сусреће. Ови људи су илустрација руске средње класе прве половине 19. века. Чичиков је средовечни човек финих манира, бивши колешки саветник, са амбицијама да се обогати и живи животом племића.
Прича романа о авантуристичком путовању подсећа на Одисеју и Божанствену комедију, али и на пикарске романе из 16. и 17. века са епизодама из живота преваранта.  
Идеју за ово дело Гогољу је предложио Александар Пушкин септембра 1831 који је мислио да је идеја створена за њега. Гогољ га је замислио као епску поему у прози у три дела. Писац је завршио и објавио само први део трилогије 1842. Први део је писао скоро седам година у Паризу, Риму и Швајцарској. Други део је изгубљен, тј. писац га је због свог психички нестабилног стања уништио непосредно пред смрт. Од њега је остало неколико поглавља у виду скице. Што се тиче трећег дела, познате су само неке пишчеве идеје о њему.  
Гогољ је путовао по Русији и трудио се да упозна различите типове људи, разних сталежа и проучавао руску стварност како би што верније приказао различите типове људи и створи што вернију слику свог друштва. У средишту пажње није фабула, већ ликови са којима се главни лик сусреће на свом путовању, њихови карактери и њихови животи. Аутор често прекида приповедање, директно се обраћајући читаоцу, објашњавајући зашто је одабрао главног лика који није морално добар или зао, већ лик човека у којем се преплићу мане и врлине, или у радњу умеће делове у којима износи своје осећаје.  
Прва књига започиње са Чичиковим, главним ликом, којег пратимо кроз радњу читавог дела. Са њим и завршава прва књига, а друга књига започиње на неком другом месту, са неким другим ликом. Читаоци неко време не знају где је главни лик ни шта се са њим дешава, већ упознају новог лика, лик властелина који је у појединим цртама свог карактера супротност Чичикову. Чичиковљеве намере нису племените, већ теже стицању, али он никада и без обзира на све не одустаје од њих, овај нови лик има врло племените погледе на свет и узвишене намере, али се врло лако обесхрабри и због тога не успева ништа да оствари. Након неког времена које читаоци проведу са овим новим ликом, Тентјотниковим, Чичиков се појављује у његовом селу и моли га да га угости, па се ова два лика сусрећу и радња се од тог места наставља даље онако како би читаоци и очекивали.  

## Назив дела
У Русији је пре реформе о еманципацији кметства из 1861. године властелинима било дозвољено да поседују сељаке (кметове) који ће им обрађивати земљу. Они су сматрани власништвом властелина који су их могли куповати, продавати, залагати као било који комад личне својине. Као мерна јединица за сељаке коришћена је реч „душа“, на пример, „шест сељачких душа“. Радња романа заснована је на „мртвим душама“ (тј. мртвим сељацима) које се у државним списима и даље воде као живе до наредног пописа. На другом плану, назив дела се односи на мртве душе Гогољевих јунака.